# NAGK
NAGK (англ. N-acetylglucosamine kinase) – білок, який кодується однойменним геном, розташованим у людей на короткому плечі 2-ї хромосоми.  Довжина поліпептидного ланцюга білка становить 344 амінокислот, а молекулярна маса — 37 376.
| 10         |  | 20         |  | 30         |  | 40         |  | 50         |
| ---------- |  | ---------- |  | ---------- |  | ---------- |  | ---------- |
| MAAIYGGVEG |  | GGTRSEVLLV |  | SEDGKILAEA |  | DGLSTNHWLI |  | GTDKCVERIN |
| EMVNRAKRKA |  | GVDPLVPLRS |  | LGLSLSGGDQ |  | EDAGRILIEE |  | LRDRFPYLSE |
| SYLITTDAAG |  | SIATATPDGG |  | VVLISGTGSN |  | CRLINPDGSE |  | SGCGGWGHMM |
| GDEGSAYWIA |  | HQAVKIVFDS |  | IDNLEAAPHD |  | IGYVKQAMFH |  | YFQVPDRLGI |
| LTHLYRDFDK |  | CRFAGFCRKI |  | AEGAQQGDPL |  | SRYIFRKAGE |  | MLGRHIVAVL |
| PEIDPVLFQG |  | KIGLPILCVG |  | SVWKSWELLK |  | EGFLLALTQG |  | REIQAQNFFS |
| SFTLMKLRHS |  | SALGGASLGA |  | RHIGHLLPMD |  | YSANAIAFYS |  | YTFS       |

A: Аланін

C: Цистеїн

D: Аспарагінова кислота

E: Глутамінова кислота

F: Фенілаланін

G: Гліцин

H: Гістидин

I: Ізолейцин

K: Лізин

L: Лейцин

M: Метіонін

N: Аспарагін

P: Пролін

Q: Глутамін

R: Аргінін

S: Серин

T: Треонін

V: Валін

W: Триптофан

Кодований геном білок за функціями належить до трансфераз, кіназ, фосфопротеїнів. 
Задіяний у таких біологічних процесах як поліморфізм, ацетиляція, альтернативний сплайсинг. 
Білок має сайт для зв'язування з АТФ, нуклеотидами. 